# أندريه بالفين
أندريه بالفين (بالتشيكية: Ondřej Balvín)‏ مواليد 20 سبتمبر 1992 في أوستي ناد لابم، تشيكوسلوفاكيا، هو لاعب كرة سلة تشيكي. بدأ مسيرته الاحترافية في سنة 2009. يلعب مع سي بي إستوديانتس في الدوري الإسباني لكرة السلة كلاعب وسط. يحمل الرقم 24. يبلغ طوله 7 قدم 1.5 بوصة (2.2 م).

## المسيرة الاحترافية
لعب مع نادي براها لكرة السلة في موسم 2009–2010، ثم لعب مع نادي إشبيلية لكرة السلة في الدوري الإسباني من سنة 2010 إلى 2016، ثم لعب مع بايرن ميونخ لكرة السلة في الدوري الألماني في سنة 2016.

## روابط خارجية
- أندريه بالفين على موقع الاتحاد الدولي لكرة السلة (الإنجليزية)
- أندريه بالفين على موقع الدوري الأوروبي لكرة السلة (الإنجليزية)
- أندريه بالفين على موقع الدوري الإسباني لكرة السلة (الإسبانية)
- أندريه بالفين على موقع كرة السلة الأوروبية.كوم (الإنجليزية)
- أندريه بالفين على موقع ريلجم (الإنجليزية)
- أندريه بالفين على موقع بروبوليرز (الإنجليزية)
- أندريه بالفين على موقع سبورتس رفرنس (الإنجليزية)
- أندريه بالفين على موقع اللجنة الأولمبية الدولية (الإنجليزية)
- أندريه بالفين على موقع أوليمبيديا (الإنجليزية)
- أندريه بالفين على موقع اللجنة الأولمبية التشيكية (التشيكية)